# Guaireña Fútbol Club
Maillots
Dernière mise à jour : 19 mars 2025.
Le Guaireña Fútbol Club, plus couramment abrégé en Guaireña FC, est un club de football paraguayen fondé en 2016 et basé dans la ville de Villarrica.

## Histoire
Le club est fondé en 2016, sur la base de la Ligue de football de  Guaireña, une association sportive créée en 1916. L'équipe de la ligue remporte plusieurs fois le championnat national d'interligue (Campeonata Nacional de Interligas). En 2016, en remportant pour la cinquième fois le titre national d'interligue, elle obtient également la promotion en deuxième division. Pour cela, elle participe en tant que club et non comme sélection, et doit changer son nom en Guaireña Fútbol Club. 
En 2017, pour sa première saison en Division Intermedia (deuxième division du Paraguay) le club termine à la 9e place, la saison suivante en 2018, Guaireña se classe quatrième. En 2019, le club est champion de deuxième division et se voit ainsi promu en première division du championnat du Paraguay.
Pour sa première saison dans l'élite, Guaireña termine 6e lors du tournoi d'ouverture et 8e au tournoi de clôture. Ces résultats permettent au club de se qualifier pour la Copa Sudamericana 2021.

## Palmarès
| Compétitions nationales                               |
| ----------------------------------------------------- |
| - Championnat du Paraguay D2 (1) : - Champion : 2019. |

## Personnalités du club

### Présidents du club
- Luis Cáceres

### Entraîneurs du club
- Troadio Duarte